# دنیای روح
دنیای روح (به انگلیسی: Ghost World) نام فیلمی آمریکایی در ژانر درام کمدی به کارگردانی تری زوئیگاف ساخته سال ۲۰۰۱ می‌باشد. بازیگران اصلی فیلم استیو بوشمی، تورا بیرچ و اسکارلت جوهانسون هستند. این فیلم براساس کامیک‌بوکی به همین نام اثر دنیل کلوز ساخته شد و نویسندگی فیلم‌نامه هم به عهدهٔ خود دنیل کلوز بود. فیلم نامزد جایزهٔ بهترین فیلم‌نامه اقتباسی از ۷۴مین مراسم اسکار بود.

## داستان فیلم
اینید (تورا بیرچ) و ربکا (اسکارلت جوهانسون) که بهترین دوستان هم هستند در حال گذران تعطیلات تابستانی پس از فارغ‌التحصیلی از دبیرستان می‌باشند. هر دو دختر از اجتماع رانده هستند، ولی ربکا با پسرها بهتر از اینید کنار می‌آید. مدرک دیپلم اینید به این شرط به او داده می‌شود که در یک دوره کلاس جبرانی هنر در طول تابستان شرکت کند. اگرچه او دانش‌آموز با استعدادی است، ولی معلم هنر او، روبرتا، اعتقاد دارد هنر باید از لحاظ اجتماعی بامعنا باشد و طرح‌های اینید را مایهٔ سرگرمی می‌داند.
دخترها یک «اطلاعیه شخصی» را در روزنامه می‌بینند که شخصی به نام سیمور (استیو بوشمی) از زنی که اخیراً او را دیده، درخواست کرده‌است که با او (سیمور) تماس بگیرد. اینید یک تماس مزاحم تلفنی با سیمور می‌گیرد و تظاهر می‌کند زن موردنظر است و از سیمور برای یک ملاقات در یک رستوران دعوت می‌کند. وقتی سیمور به آنجا می‌رود، دو دختر به همراه دوست‌شان جاش (برد رنفرو) مخفیانه او را تحت نظر می‌گیرند و مسخره می‌کنند. به اینید احساس عذاب وجدان دست می‌دهد و چند روز بعد او را تا ساختمان محل زندگی‌اش تعقیب می‌کنند و او را در حالی می‌یابند که مشغول فروش صفحه‌های گرامافون قدیمی در گاراژ خانه‌اش است. اینید یک صفحهٔ قدیمی بلوز از سیمور می‌خرد و آن‌ها به‌تدریج باهم دوست می‌شوند.
اینید می‌خواهد برای برقراری دوستی با سیمور زنانی را پیدا کند و در همین حال برای تحت تأثیر قرار دادن روبرتا، معلم هنرش، یک پوستر قدیمی را که مرد سیاهپوستی را به‌شکلی کاریکاتوری و گروتسک‌وار نشان می‌دهد از سیمور قرض می‌گیرد. این پوستر سال‌ها پیش در شرکتِ «کون چیکن این» به‌عنوان ابزاری ترفیعی به کار گرفته شده‌است. این شرکت اکنون محل کار سیمور به عنوان یکی از مدیران جزء است. در کلاس، اینید پوستر را به‌عنوان یک تفسیر اجتماعی از نژادپرستی ارائه می‌دهد و روبرتا که کاملاً تحت تأثیر قرار گرفته به اینید یک بورسیه تحصیلی در یک کالج هنری معتبر پیشنهاد می‌دهد.
در همین حال، رفته‌رفته زندگی اینید و ربکا از هم جدا می‌شود. درحالی‌که اینید بیشتر وقتش را با سیمور می‌گذراند، ربکا شغلی پیدا کرده‌است و بیشتر به ایجاد رابطه با پسرها فکرمی‌کند. اینید هم شغلی دست و پا می‌کند که دخترها بتوانند مکانی را برای زندگی اجاره کنند، ولی تنها پس از یک روز از کار اخراج می‌شود. در نهایت ربکا پس از اینکه یک دعوای لفظی با اینید می‌کند از جستجوی خانه به همراه او منصرف می‌شود. مدتی پس از اخراج اینید از سر کار، سیمور پیامی تلفنی از دِینا، زنی که سیمور تبلیغ روزنامه را خطاب به او نوشته بود، دریافت می‌کند.
اینید سیمور را تشویق به ایجاد رابطه با دینا می‌کند ولی وقتی سیمور برای صرف وقت بیشتر با دینا از دیدن اینید سرباز می‌زند، به دینا حسادت می‌کند. در پایان تابستان رابطه اینید و سیمور به جدایی رسیده‌است. از سوی دیگر معلم هنر اینید پوستر او را در یک نمایشگاه به معرض نمایش عموم می‌گذارد و به خاطر واکنش‌های افراطی مخاطبان که پوستر را نشان‌دهندهٔ نژادپرستی توهین‌آمیز می‌دانند، مقامات مدرسه روبرتا را وادار می‌کنند که به اینید نمره قبولی ندهد. اینید برای آرامش نزد سیمور می‌رود و پس از آنکه یک شب را درحالیکه هر دو مست کرده‌اند پیش سیمور می‌ماند از آنجا می‌رود. سیمور رابطه‌اش را با دینا به هم می‌زند، درحالیکه خبر ندارد که شانسی برای برقراری مجدد رابطه با اینید ندارد. بر اثر پخش خبر پوستر در روزنامه‌ها، سیمور کارش را نیز از دست می‌دهد. ربکا دربارهٔ تماس مزاحم تلفنیِ اینید به سیمور می‌گوید و سیمور بعد از حمله به جاش (که فکر می‌کند دوست‌پسر اینید است) در بیمارستان بستری می‌شود.
سرانجام، اینید به رؤیای بچگی‌اش که رفتن از خانه است جامه عمل می‌پوشاند. در سکانس پایانی فیلم، اینید، نورمن، پیرمردی را که همیشه روی یک نیمکت در ایستگاه اتوبوس متروکی می‌نشیند می‌بیند که بالاخره سوار یک اتوبوس که به ایستگاه آمده می‌شود. روز بعد در حالیکه سیمور دارد حوادث پیش‌آمده در تابستان را نزد یک روان‌پزشک بازگو می‌کند، اینید سوار اتوبوسی که به همان ایستگاه می‌آید می‌شود.

## بازیگران
- تورا بیرچ درنقش اینید کلوسلا
- اسکارلت جوهانسون درنقش ربکا دیپلمیر
- استیو بوشمی درنقش سیمور
- برد رنفرو درنقش جاش
- پت هیلی درنقش جان ایلیس
- ایلیانا داگلاس درنقش روبرتا آلسورت
- باب بالابان درنقش پدر اینید
- استیسی تراویس در نقش دینا
- تری گار درنقش مکسین
- دیو شریدان درنقش داگ
- تام مک‌گوآن درنقش جو
- دیوید کراس در نقش جرالد
- برایان جرج درنقش صاحب فروشگاه
- دبرا آذر درنقش ملورا
- رینی بل درنقش سخنران مراسم فارغ‌التحصیلی
- ازرا بازینگتون اَل عجیب‌وغریب
- اشلی پلدن در نقش مارگارت

## جایزه‌ها

### برنده
- انجمن منتقدان فیلم شیکاگو - بهترین بازیگر مکمل (بوشمی)
- جایزه سوزن فضایی طلایی - بهترین بازیگر (بیرچ)
- جایزه حلقه منتقدان فیلم نیویورک ۲۰۰۱ - بهترین بازیگر مکمل (بوشمی)
- جامعه ملی منتقدان فیلم - بهترین بازیگر مکمل (بوشمی)
- جایزه انجمن منتقدان فیلم لس آنجلس ۲۰۰۱ - بهترین فیلم‌نامه (زوئیگاف و کلوز)
- انجمن منتقدان فیلم تورنتو - بهترین بازیگر (بیرچ)
- انجمن منتقدان فیلم تورنتو - بهترین فیلم‌نامه (زوئیگاف و کلوز)
- انجمن منتقدان فیلم تورنتو - بهترین بازیگر مرد نقش مکمل (بوشمی)
- انجمن منتقدان فیلم تورنتو - بهترین بازیگر زن نقش مکمل (جوهانسون)

### نامزد
- ۷۴مین مراسم اسکارــ بهترین فیلم‌نامه اقتباسی - دنیل کلوز و تری زوئیگاف
- جایزه گلدن گلوب ــ بهترین بازیگر زن ــ موزیکال یا کمدی - تورا بیرچ
- جایزه گلدن گلوب ــ بهترین بازیگر مرد نقش مکمل - استیو بوشمی
- انجمن فیلم آمریکا - بهترین فیلم‌نامه - تری زوئیگاف و دنیل کلوز
- انجمن فیلم آمریکا - بهترین بازیگر مرد نقش مکمل - استیو بوشمی
- جایزه بزرگ انجمن منتقدان فیلم بلژیک
- اتحادیه نویسندگان آمریکا - بهترین فیلم‌نامه اقتباسی - دنیل کلوز و تری زوئیگاف